# Teobald I de Blois
Teobald I o Tibau I de Blois el Trampós (francès Thibaut de Blois le Trincheur), nascut cap a 910, mort el 16 de gener de 975/977, va ser comte de Blois, de Chartres, vescomte de Tours, comte sobirà de Châteaudun, senyor de Vierzon i de Sancerre, de Chinon, de Saumur, de Beaugency i de Provins (senyoria anomenada sovint com comtat de Provins).

## Genealogia
Fill de Teobald l'Ancià o l'Antic, vescomte de Tours, i de Riquilda, es va casar vers 943/944 amb Luitgarda de Vermandois, fille d'Heribert II de Vermandois, i recent vídua de Guillem Llarga Espasa, duc de Normandia, amb la que va tenir a:
- Teobald o Thibaud († 960/962)
- Hug († 986), arquebisbe de Bourges
- Eudes I de Blois, († 995), comte de Blois
- Hildegarda, esposa de Bouchard de Bray, senyor de Montmorency
- Emma de Blois, esposa de Guillem IV de Poitiers, comte de Poitiers

La seva esposa li va aportar com a dot la senyoria (dita comtat) de Provins i va permetre a la seva descendència la successió al comtat de Xampanya.
Quan el 952 va morir el seu cunyat, el duc de Bretanya Alan II Barbitorte, que era el marit de la seva germana, va exercir la regència del ducat durant la minoria del seu nebot Drogó, creant una zona d'influència al comtat de Rennes.

## Regnat
Inicialment Tibau fou un dels vassalls d'Hug el Gran, duc dels Francs, l'un dels homes més poderosos del regne, governant de la Marca de Nèustria que desafiava als últims reis carolingis. Cap al 945 Hug li va encarregar de guardar el rei Lluís IV de França al que acaba de fer presoner. En contrapartida de la llibertat que va haver de tornar al rei al cap d'un any de captivitat, Hug el Gran li va confiar la ciutat de Laon.
Aprofitant la mort el 956 del duc dels Francs i de la minoria del seu jove fill Hug Capet, Tibau es va emancipar del seu senyor feudal, i es va titular des de 960 comte de Blois i de Tours i va augmentar els seus dominis ocupant Chartres i Châteaudun.
Després va casar en segones noces a la seva germana amb el comte d'Anjou Folc II el Bo. El 958, en el moment d'una trobada amb Folc d'Anjou, al país de Véron (regió compresa entre Chinon i Bourgueil), els dos homes es qualificaren de «governador i administrador del regne de Nèustria i «comtes per la gràcia de Déu».
En els anys 960, es va associar al rei Lotari, fill de Lluís I de França (Lluís d'Ultramar), contra el seu senyor feudal Hug Capet, i no va trigar a oposar-se a Ricard I de Normandia. El 961, va atacar el comtat d'Evreux. En reacció, els normands atacaren el Dunois. El 962 va llançar una poderosa expedició contra Rouen, que va fracassar; en represàlia, els normands penetraren a Chartrain i cremaren Chartres.
Durant la seva vida es va assegurar el control de les fortaleses de Saint-Aignan, de Vierzon, així com potser la de La Chapelle-d'Angillon, al Berry. Durant la minoria d'Hug Capet, reforça les defenses de Chartres i de Châteaudun i cap al 960 va construir la fortalesa de Saumur. El seu principat va esdevenir prou poderós al vall del Loira, per inquietar Hug Capet, que va jutjar necessari d'aliar-se amb el comte d'Anjou.
El seu germà Ricard fou arquebisbe de Bourges (Ricard I de Blois 955-969)
Va morir un 16 de gener però no se sap del cert si fou el 975, 976, 977 o fins i tot el 978